# Гай Веттий Сабиниан Юлий Хоспет
Гай Веттий Сабиниан Юлий Хоспет (лат. Gaius Vettius Sabinianus Iulius Hospes) — римский государственный деятель второй половины II века, консул-суффект 175/176 года. Сделал продолжительную и блестящую карьеру в правление династии Антонинов, занимал множество гражданских и военных должностей.

## Биография
Представитель всаднического рода, Гай Веттий Сабиниан, возможно, происходил из римской Северной Африки. В какой-то момент он был усыновлён представителем рода Веттиев Сабинов. Он начал свою военную карьеру в качестве префекта II Коммагенской когорты (дислоцировавшейся в Дакии), после чего он был повышен в звании до военного трибуна I Италийского легиона. Затем Веттий Сабиниан отправился в Рим, чтобы продолжить там свою карьеру. Он поочередно побывал на должностях квестора, народного трибуна и претора, прежде чем он был назначен легатом при проконсуле Азии. Затем Гай в ранге императорского легата был ответственным за расследование статуса Кикладских островов по отношению к администрации провинции Азия. В течение этого периода он был включён в состав сената.
В начале правления императоров Марка Аврелия и Луция Вера, Веттий Сабиниан был судьей в трёх италийских регионах — Эмилии, Этрурии и Лигурии. Примерно в 169 году он был назначен легатом III Италийского легиона, после чего находился на посту легата, управляющего городскими финансами трех провинций Галлии, которые находились под прямым имперским управлением. Это назначение может отражать растущую проблему задолженностей в провинции, вызванную Маркоманскими войнами. Потом Хоспет был легатом XIV Парного легиона, а также получил военную и гражданскую власть в Верхней Паннонии после римского поражения там и гибели наместника примерно в 170 году.
По истечении непродолжительного времени пребывания в Риме как префекта, ответственного за государственную казну, он снова был отправлен на границу, на этот раз как наместник Верхней Паннонии, где он служил примерно с 170 по 175 год. Здесь Сабиниан принимал участие в боях против германских племен. За его заслуги Марк Аврелий наградил его большой долей добычи, захваченной во время кампании.
Во время восстания Авидия Кассия в 175 году Веттий Сабиниан был послан императором в качестве начальника вексилляций в Иллирию с целью защищать Рим от возможного наступления Авидия Кассия. Кроме того, он осуществлял наблюдение за партией во главе с семейством Луция Вера, выступавшей против германской войны, чтобы она не подорвала авторитет Марка Аврелия во время мятежа. В награду за преданность во время кризиса Хоспет был назначен консулом-суффектом императором около 176 года. Он был тогда назначен проконсульским куратором Путеол, после чего находился на посту куратора храмов. Следующим был его назначение в качестве императорского легата Далмации в 177 году, где он имел дело с бандитами, которые разоряли области на территории современных Албании или Черногории и с которыми не сумел справиться предыдущий наместник Дидий Юлиан.
В 179—182 годах Веттий занимал пост наместника трех Дакий. В течение этого времени он покорил 12 тысяч свободных даков на границе провинции и поселил их в вверенном ему регионе. Он, вероятно, участвовал в победоносной, но жестокой войне против буров до 182 года, в результате чего была создана пятимилевая зона безопасности вдоль границ провинции. Затем Хоспет правил Верхней Паннонией. Наконец, примерно в 191 году, Веттий Сабиниан был назначен проконсулом Африки.
Веттий Сабиниан был награждён несколько раз в течение своей долгой карьеры, в том числе присуждением гражданской короны три раза, наградного копья и знаменем два раза. Его внуком был консул 221 года Гай Веттий Грат Сабиниан.